# تامپسون اسپرینگز (یوتا)
تامپسون اسپرینگز (به انگلیسی: Thompson Springs) یک منطقهٔ مسکونی در ایالات متحده آمریکا است که در شهرستان گرند، یوتا واقع شده‌است. تامپسون اسپرینگز ۸٫۲۵ کیلومتر مربع مساحت و ۳۹ نفر جمعیت دارد و ۱٬۵۹۹٫۰ متر بالاتر از سطح دریا واقع شده‌است.